# Radwell (Bedfordshire)
Radwell – osada w Anglii, w hrabstwie ceremonialnym Bedfordshire, w dystrykcie (unitary authority) Bedford. Leży 10 km na północny zachód od centrum miasta Bedford i 83 km na północ od centrum Londynu.